# マーガレット・サラヴァン
マーガレット・サラヴァン（Margaret Sullavan、1909年5月16日 - 1960年1月1日）は、アメリカ合衆国の女優。

## 来歴
ヴァージニア州ノーフォーク生まれ。父は株式仲買人で、裕福な家庭に育った。高校の卒業式で学生代表として演説を行うなど学業優秀だったが、両親の反対を押し切り女優を目指す。
1931年にブロードウェイにデビュー。2年後「晩餐八時」に代役で出演していた時、その芝居を見ていた映画監督ジョン・M・スタールにスカウトされ、同年「昨日」で映画デビュー。舞台活動の方を重視していたため映画出演作は少ないが、演技力は高く評価されており、「三人の仲間」(1938年)でニューヨーク映画批評家協会賞主演女優賞を受賞し、アカデミー主演女優賞にもノミネートされた。
ジェームス・ステュアートと「結婚設計図」(1936年)「The Shopworn Angel」(1938年)「桃色の店」「The Mortal Storm」(1940年)と計4本の共演作がある。
私生活では、アマチュア演劇時代の仲間だったヘンリー・フォンダと1931年に結婚するがわずか2か月で別居し、2年後に離婚。翌年「お人好しの仙女」(1935年)で監督を務めたウィリアム・ワイラーと再婚するも、2年間しか続かなかった。その後プロデューサーのリーランド・ヘイワードと結婚、3人の子供を儲けている。なおフォンダとは離婚後に「月は我が家」(1936年)で共演している。
1943年の「Cry‟Havoc”」以降は映画から遠ざかり、最後の出演は「No Sad Songs for Me」(1950年)。50年代以降、難聴と神経衰弱の症状に苦しんだ。難聴は先天性のものだったが、サラヴァンはずっと周囲に隠していたという。またサラヴァンが映画出演を辞めた理由は子供たちと過ごす時間を増やすためでもあったが、次女と長男との関係は上手くいかず、そのことも彼女の精神状態を悪化させる一因となった。
1960年1月1日、サラヴァンはコネチカット州ニューヘイブンのホテルの部屋で、意識不明の状態で発見された。病院に運ばれたが、到着後に死亡が確認された。ケネス・アンガー著「ハリウッド・バビロン」の中では自殺として紹介しているが遺書は発見されておらず、検死報告では薬物の摂取量を誤ったことによる事故死となっている。
長女のブルック・ヘイワードは1977年に自叙伝「Haywire」で家族の物語を赤裸々に描きベストセラーとなった。1980年にCBSでドラマ化され、リー・レミックがサラヴァン役、ジェイスン・ロバーズがリーランド・ヘイワード役を演じた。

## 出演作品
- 昨日 Only Yesterday (1933)
- 第三階級 Little Man, What Now? (1934)
- お人好しの仙女 The Good Fairy (1935)
- 薔薇は何故紅い So Red the Rose (1935)
- 結婚設計図 Next Time We Love (1936)
- 月は我が家 The Moon's Our Home (1936)
- 三人の仲間 Three Comrades (1938)
- 桃色の店 The Shop Around the Corner (1940)
- 裏街 Back Street (1941)
- 新婚第一歩 Appointment for Love (1941)